# Cuscuta atrans
Cuscuta atrans är en vindeväxtart som beskrevs av Naomi Feinbrun. Cuscuta atrans ingår i släktet snärjor, och familjen vindeväxter. Inga underarter finns listade i Catalogue of Life.